# Interfix
Een interfix of bindmorfeem is een affix zonder eigen betekenis dat tussen twee delen van een samenstelling geplaatst wordt. Hierdoor worden de twee delen van een woord op toepasselijke wijze met elkaar verbonden.

## Nederlands
In het Nederlands zijn de belangrijkste interfixen de als tussen-n geschreven sjwa-klank en de tussen-s:
1. -en- zoals in kippensoep
2. -s- zoals in beroepsethiek
3. -e- zoals in Koninginnedag

Een woord als kippensoep bestaat duidelijk uit de morfemen kip + en + soep. Nu is het de vraag hoe het morfeem en hier geanalyseerd moet worden. Het zou in principe het woord kip in meervoud kunnen zetten. Hierbij loopt men echter tegen een probleem: hoe noemt men een soep waar slechts één kip in verwerkt zit? Om dit dilemma te voorkomen noemt men een morfeem dat op deze manier twee delen in een woord met elkaar verbindt een bindmorfeem.
Hoewel het bindmorfeem voornamelijk in de vorm -en- voorkomt, bestaat ook de vorm -s-, zoals te zien is in het woord beroepsethiek. Dit woord is op te delen in de morfemen beroep + s + ethiek. Opnieuw geldt hier dat de -s- niet een meervoudsvorm aan kan geven; één enkel beroep kan immers ook zijn eigen ethiek hebben.
In beide gevallen wordt het bindmorfeem geanalyseerd als betekenisloos element. De enige reden dat het er staat is dat woorden als kipsoep of beroepethiek niet lekker in de mond liggen. Het is er dus enkel en alleen om ervoor te zorgen dat twee delen uit een woord goed aan elkaar gebonden worden.

## Andere talen
Interfixen komen ook in andere talen voor, bijvoorbeeld in het Engels (speedometer, "snelheidsmeter"), Duits (Arbeitszimmer, "werkkamer") en Zweeds (fabriksarbetare, "fabrieksarbeider").

## Verwante begrippen
Een infix is een gebonden morfeem dat op gelijksoortige manier als een interfix wordt ingevoegd, maar dat wel extra betekenis draagt. Het voornaamste verschil tussen een infix en een interfix is dat een interfix niet binnenin een morfeem maar tussen twee morfemen in wordt geplaatst.